# Rhytidoponera borealis
Rhytidoponera borealis é uma espécie de formiga do gênero Rhytidoponera.